# Flytjärnen (Revsunds socken, Jämtland)
Flytjärnen är en sjö i Bräcke kommun i Jämtland och ingår i Ljungans huvudavrinningsområde. Sjön har en area på 0,0671 kvadratkilometer och ligger 289,3 meter över havet.

## Delavrinningsområde
Flytjärnen ingår i det delavrinningsområde (697085-147424) som SMHI kallar för Utloppet av Mälgsjön. Medelhöjden är 321 meter över havet och ytan är 18,84 kvadratkilometer. Det finns inga avrinningsområden uppströms utan avrinningsområdet är högsta punkten. Vattendraget som avvattnar avrinningsområdet har biflödesordning 3, vilket innebär att vattnet flödar genom totalt 3 vattendrag innan det når havet efter 192 kilometer. Avrinningsområdet består mestadels av skog (74 procent). Avrinningsområdet har 1,56 kvadratkilometer vattenytor vilket ger det en sjöprocent på 8,3 procent.